# Слияние клеток
Слияние клеток — важный клеточный процесс, при котором несколько одноядерных клеток (клеток с одним ядром) объединяются, образуя многоядерную клетку, известную как синцитий. Слияние клеток происходит во время дифференцировки миобластов, остеокластов и трофобластов, во время эмбриогенеза и морфогенеза. Слияние клеток является необходимым событием в процессе созревания клеток, чтобы они сохраняли свои специфические функции на протяжении всего роста.

## История
В 1847 году Теодор Шванн расширил теорию о том, что все живые организмы состоят из клеток, добавив к ней, что дискретные клетки являются основой жизни. Шванн наблюдал, что в некоторых клетках стенки и полости клеток сливаются. Именно это наблюдение дало первый намек на то, что клетки сливаются. Только в 1960 году клеточные биологи впервые намеренно объединили клетки. Чтобы слить клетки, биологи объединили изолированные мышиные клетки с тканью того же типа и индуцировали слияние их внешней мембраны с помощью вируса Сендай (респираторный вирус у мышей). Каждая из слитых гибридных клеток содержала одно ядро с хромосомами от обоих партнеров слияния.
Синкарион стал названием этого типа клеток, объединенных с ядром. В конце 1960-х биологи успешно объединили клетки разных типов и разных видов. Гибридные продукты этих слияний, гетерокарионы, были гибридами, которые содержали два или более отдельных ядра. Эту работу возглавили Генри Харрис из Оксфордского университета и Нильс Рингертц из Каролинского института Швеции. Эти двое несут ответственность за возрождение интереса к слиянию клеток. Гибридные клетки заинтересовали биологов тем, как разные виды цитоплазмы влияют на разные виды ядер. Работа, проведенная Генри и Нильсом, показала, что белки от слияния одного гена влияют на экспрессию генов в ядре другого партнера, и наоборот. Эти созданные гибридные клетки считались вынужденными исключениями из нормальной клеточной целостности, и только в 2002 году возможность слияния клеток между клетками разных типов могла иметь реальную функцию у млекопитающих.

## Два основных типа слияния клеток
Схема слияния клеток различных видов:
- Клетки одной линии сливаются, образуя клетку с несколькими ядрами, известную как синцитий. Слитая клетка может иметь измененный фенотип и новые функции, такие как формирование барьера.
- Клетки разного происхождения сливаются, образуя клетку с несколькими ядрами, известную как гетерокарион. Слитые клетки могли претерпевать реверсию фенотипа или проявлять трансдифференцировку.
- Клетки разного происхождения или одного происхождения сливаются, образуя клетку с одним ядром, известную как синкарион. Новые функции слитых клеток могут включать реверсию фенотипа, трансдифференцировку и пролиферацию. Если происходит слияние ядер, слитое ядро изначально содержит полный набор хромосом обоих партнеров по слиянию (4N), но в конечном итоге хромосомы теряются и/или пересортируются (см. стрелки). Если слияния ядер не происходит, гетерокарион (или синцитий) может стать синкарионом, потеряв все ядро.

Возможны два различных типа слияния клеток. Эти два типа включают гомотипическое и гетеротипическое слияние клеток.
1. Гомотипическое слияние клеток происходит между клетками одного типа. Примером этого могут быть остеокласты или миофибриллы, сливающиеся вместе с их соответствующим типом клеток. Всякий раз, когда два ядра сливаются, образуется синкарион. Слияние клеток обычно происходит при слиянии ядер, но в отсутствие слияния ядер клетка будет описана как двуядерный гетерокарион. Гетерокарион представляет собой слияние двух или более клеток в одну и может воспроизводить себя в течение нескольких поколений.[3] Если две клетки одного типа сливаются, но их ядра не сливаются, то полученная клетка называется синцитием.[4]
2. Гетеротипическое слияние клеток происходит между клетками разных типов, что делает его полной противоположностью гомотипическому слиянию клеток. Результатом этого слияния также является синкарион, образующийся при слиянии ядер, и двуядерный гетерокарион в отсутствие слияния ядер. Примером этого могут быть клетки, полученные из костного мозга (BMDC), слитые с паренхиматозными органам.

## Четыре метода слияния клеток
Клеточные биологи и биофизики используют четыре метода для слияния клеток. Эти четыре способа включают электрическое слияние клеток, слияние клеток с полиэтиленгликолем и слияние клеток, индуцированное вирусом Сендай, а также недавно разработанный метод, называемый оптически контролируемой термоплазмоникой.
BTX ECM 2001 Приложения для синтеза ячеек электрофузионного генератора производства BTX Harvard Apparatus, Холлистон, Массачусетс, США
Электрическое слияние клеток является важным шагом в некоторых из самых инновационных методов в современной биологии. Этот метод начинается с контакта двух клеток с помощью диэлектрофореза. Диэлектрофорез использует переменный ток высокой частоты, в отличие от электрофореза, при котором применяется постоянный ток. Как только клетки соединяются, применяется импульсное напряжение. Импульсное напряжение вызывает проникновение клеточной мембраны и последующее объединение мембран и клеток, а затем их слияние. После этого кратковременно подается переменное напряжение для стабилизации процесса. В результате происходит смешение цитоплазмы и полное слияние клеточной мембраны. Все, что остается отдельным, — это ядра, которые позже сольются внутри клетки, в результате чего получится гетерокарионная клетка.[
Слияние клеток с полиэтиленгликолем — самый простой, но наиболее токсичный способ слияния клеток. В этом типе слияния клеток полиэтиленгликоль, ПЭГ, действует как дегидратирующий агент и сливает не только плазматические мембраны, но и внутриклеточные мембраны. Это приводит к слиянию клеток, поскольку ПЭГ вызывает агглютинацию клеток и межклеточный контакт. Хотя этот тип слияния клеток является наиболее широко используемым, он все же имеет недостатки. Часто ПЭГ может вызывать неконтролируемое слияние множества клеток, что приводит к появлению гигантских поликарионов. Кроме того, стандартное слияние клеток ПЭГ плохо воспроизводимо, и разные типы клеток имеют различную восприимчивость к слиянию. Этот тип слияния клеток широко используется для получения гибридов соматических клеток и для переноса ядра при клонировании млекопитающих.
Индуцированное вирусом Сендай слияние клеток происходит на четырех различных температурных стадиях. На первом этапе, который длится не более 10 минут, происходит адсорбция вируса, и адсорбированный вирус может быть ингибирован вирусными антителами. Второй этап, который длится 20 минут, зависит от pH, и добавление вирусной антисыворотки все еще может ингибировать окончательное слияние. На третьей, невосприимчивой к антителам стадии, компоненты вирусной оболочки остаются обнаруживаемыми на поверхности клеток. На четвертой стадии становится очевидным слияние клеток, и начинают исчезать нейраминидаза HA и фактор слияния. Только первая и вторая стадии зависят от pH.
Термоплазмоника, индуцированная слиянием клеток Термоплазмоника основана на лазере ближнего инфракрасного (БИК) диапазона и плазмонных наночастицах. Лазер, который обычно действует как оптическая ловушка, используется для нагрева наноскопических плазмонных частиц до очень высоких и чрезвычайно локально повышенных температур. Оптическое улавливание такого нанонагревателя на границе между двумя мембранными везикулами или двумя клетками приводит к их немедленному слиянию, что подтверждается как содержанием, так и смешиванием липидов. Преимущества включают в себя полную гибкость выбора клеток для слияния, и слияние может быть выполнено в любых буферных условиях, в отличие от электроформирования, на которое влияет соль.

## В терапии человека
Необходимы альтернативные формы восстановления функций органов и замены поврежденных клеток, поскольку донорских органов и тканей для трансплантации так мало. Именно из-за дефицита биологи начали рассматривать возможность терапевтического слияния клеток. Биологи обсуждают последствия наблюдения, что слияние клеток может происходить с восстановительным эффектом после повреждения ткани или трансплантации клеток. Хотя об использовании слияния клеток для этого говорят и работают, все еще остается много проблем, с которыми сталкиваются те, кто хочет реализовать слияние клеток в качестве терапевтического инструмента. Эти проблемы включают в себя выбор лучших клеток для репаративного слияния, определение наилучшего способа введения выбранных клеток в желаемую ткань, обнаружение методов увеличения частоты слияния клеток и обеспечение правильного функционирования полученных продуктов слияния. Если эти проблемы удастся преодолеть, слияние клеток может иметь терапевтический потенциал.

## Микроорганизмы
- Грибы

Плазмогамия - это стадия полового цикла грибов, на которой две клетки сливаются вместе, чтобы иметь общую цитоплазму, при этом гаплоидные ядра обоих партнеров объединяются в одной клетке.
- Простейшие

Слияние клеток (плазмогамия или сингамия) является стадией полового цикла Amoebozoa.
- Бактерии

У Escherichia coli спонтанный зигогенез (Z-спаривание) включает слияние клеток и, по-видимому, является формой истинной сексуальности у прокариот. Бактерии, осуществляющие Z-спаривание, называются Szp+.

## Другое использование
1. Изучить контроль клеточного деления и экспрессии генов.
2. Расследовать злокачественные трансформации.
3. Для получения репликации вируса.
4. Для картирования генов и хромосом.
5. Для производства моноклональных антител путем получения гибридомы.
6. Для производства индуцированных стволовых клеток.
7. Для оценки переноса белков с помощью так называемого анализа слияния гетерокарионов.

## Использованная литература
1. "6.3. Cell fusion". Herkules.oulu.fi. Retrieved 2013-08-16.
2. Ogle, Brenda M.; Platt, Jeffrey L. (1 January 2004). "The Biology of Cell Fusion: Cells of different types and from different species can fuse, potentially transferring disease, repairing tissues and taking part in development". American Scientist. 92 (5): 420–427.
3. http://www.medterms.com/script/main/art.asp?articlekey=32440
4. https://pubmed.ncbi.nlm.nih.gov/15957005 Ogle, B. M.; Cascalho, M.; Platt, J. L. (2005). "Cells derived by fusion". Nature Reviews Molecular Cell Biology. 6 (7): 567–575.
5. https://pubmed.ncbi.nlm.nih.gov/18454127 Singec, Ilyas; Snyder, Evan Y. (2008). "Inflammation as a matchmaker: Revisiting cell fusion". Nature Cell Biology. 10 (5): 503–505
6. http://www.biocompare.com/Application-Notes/42892-Principles-And-Applications-Of-Electrical-Cell-Fusion/
7. https://www.ncbi.nlm.nih.gov/pmc/articles/PMC3187729 Pedrazzoli, Filippo; Chrysantzas, Iraklis; Dezzani, Luca; Rosti, Vittorio; Vincitorio, Massimo; Sitar, Giammaria (1 January 2011).
8. https://www.ncbi.nlm.nih.gov/pmc/articles/PMC356713 Wainberg, M. A.; Howe, C. (1 October 1973). "Factors Affecting Cell Fusion Induced by Sendai Virus". J Virol. 12 (4): 937–939.
9. Sullivan, Stephen; Eggan, Kevin (1 January 2006). "The potential of cell fusion for human therapy". Stem Cell Rev. 2 (4): 341–349.https://doi.org/10.1007%2FBF02698061
10. Hofstatter PG, Brown MW, Lahr DJG (November 2018). "Comparative Genomics Supports Sex and Meiosis in Diverse Amoebozoa". Genome Biol Evol. 10 (11): 3118–3128. . https://doi.org/10.1093%2Fgbe%2Fevy241